# تشرنتشیتسه (ناحیه لوونی)
تشرنتشیتسه (به چکی: Černčice) یک منطقهٔ مسکونی در جمهوری چک است که در ناحیه لوونی واقع شده‌است. تشرنتشیتسه ۲٫۷۳ کیلومتر مربع مساحت و ۱٬۴۴۱ نفر جمعیت دارد و ۱۸۵ متر بالاتر از سطح دریا واقع شده‌است.